# 144 f.Kr.

## Händelser

### Efter plats

#### Rom
- Akvedukten Aqua Marcia byggs i Rom.
- Vägen Via Aurelia börjar byggas.
- Keltisk-iberiska kriget tar slut när Q. Caecilius Metellus krossar de upproriska.

#### Partien
- Parterna intar Babylonien.